# Il comandante del Flying Moon
Il comandante del Flying Moon (Back to God's Country) è un film del 1953 diretto da Joseph Pevney.
È un film d'avventura statunitense con Rock Hudson, Marcia Henderson e Steve Cochran. È basato sul romanzo Back to God's Country di James Oliver Curwood.

## Trama
Canada, fine 1800. Peter Keith, comandante di una goletta, viaggia insieme a sua moglie Dolores nel Canada occidentale con a bordo un carico di pellicce; si ferma nel porto fluviale di un villaggio di pescatori e spera di salpare nuovamente prima dell'arrivo dell'inverno, ma due malviventi Blake e Hudson, hanno preso di mira il carico e vorrebbero appropriarsene. I due hanno appena ucciso un eschimese, rubato la sua mappa e picchiato il suo cane da slitta e stanno tramando per tenere bloccata l'imbarcazione di Keith fino allo scioglimento dei ghiacci. 
Dopo aver convinto due membri dell'equipaggio di Keith ad abbandonare la nave, Blake uccide anche il cuoco della barca e aggredisce Dolores, il che porta a uno scontro fisico con Keith. Hudson sta segretamente confezionando un falso testamento a nome di Blake, per poter ereditare tutto il denaro del suo partner, ma  viene in soccorso di Blake nella lotta, ferendo gravemente Keith a una gamba. Per far curare suo marito, Dolores è costretta ad applicare una barella alla slitta e ad attraversare il deserto fra tempeste di neve, valanghe e rischio di aggressione dai lupi, per la strada indicata da una guida che finge di essere loro amica. 
Blake intanto trova il falso testamento e uccide Hudson, poi insegue Keith, per incontrare alla fine il fedele cane dell'eschimese che farà giustizia.

## Produzione
Il film, basato su una sceneggiatura di Tom Reed con il soggetto di James Oliver Curwood (autore del romanzo),, avrebbe dovuto essere diretto da Douglas Sirk, ma questi, per motivi di salute, dovette rinunciare e fu sostituito da Joseph Pevney. Produttore fu Howard Christie per la Universal International Pictures e girato nel Colorado e a Sun Valley nello stato dell'Idaho.

## Distribuzione
Il film fu distribuito con il titolo Back to God's Country negli Stati Uniti dal novembre del 1953 al cinema dalla Universal Pictures.
Alcune delle uscite internazionali sono state:
- in Danimarca il 6 gennaio 1954 (Ved vildmarkens grænse)
- in Svezia il 22 marzo 1954 (Jakten genom vildmarken)
- in Austria nel maggio del 1954 (Allen Gefahren zum Trotz)
- in Germania Ovest nel maggio del 1954 (Allen Gefahren zum Trotz)
- in Finlandia il 15 ottobre 1954 (Valkoisen kuoleman maa)
- in Portogallo il 19 aprile 1955 (Terras da Morte Branca)
- in Turchia nel marzo del 1956 (Alaska haydutlari)
- in Brasile (Choque de Paixões)
- in Francia (Le justicier impitoyable)
- in Grecia (Tragiki katadioxis)
- in Spagna (Vuelta a la vida)
- in Italia (Il comandante del Flying Moon)

## Critica
Secondo il Morandini il film si avvale dei "suggestivi paesaggi invernali del Canada" ma "era già vecchio quando era nuovo".

## Remake
Il comandante del Flying Moon è il remake sonoro di Il ritorno al paradiso terrestre (Back to God's Country) del 1919 e di Back to God's Countrydel 1927.